# Münnerstadt
Münnerstadt là một thị xã ở huyện Bad Kissingen bang Bayern nước Đức. Đô thị Münnerstadt có diện tích 93,11 km², dân số thời điểm ngày 31 tháng 12 năm 2006 là 7937 người. Đô thị này giáp các thị xã Burglauer, Bad Bocklet, Nüdlingen, Maßbach, Großbardorf, và Strahlungen.
Thị xã tọa lạc ở phía nam của dãy núi Rhön. Sông Lauer (chi lưu của Franconian Saale) chảy qua thị xã.